# Agostinho Letêncio de Deus

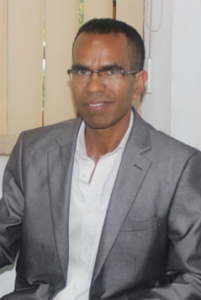
Agostinho Letêncio de Deus (2019)

Agostinho Letêncio de Deus ist ein osttimoresischer Beamter.
Deus war bis 2023 Generaldirektor des Instituto Nacional da Administração Pública INAP (deutsch Nationalen Instituts für öffentliche Verwaltung). Am 16. November 2023 wurde er zum Präsident der Comissão da Função Pública (CFP, deutsch Kommission des öffentlichen Dienstes) ernannt und am 22. November vereidigt. Er folgt damit Faustino Cardoso Gomes. Das Amt wird von der Regierung vergeben.